# Ghirișa, Satu Mare
Ghirișa este un sat în comuna Beltiug din județul Satu Mare, Transilvania, România.

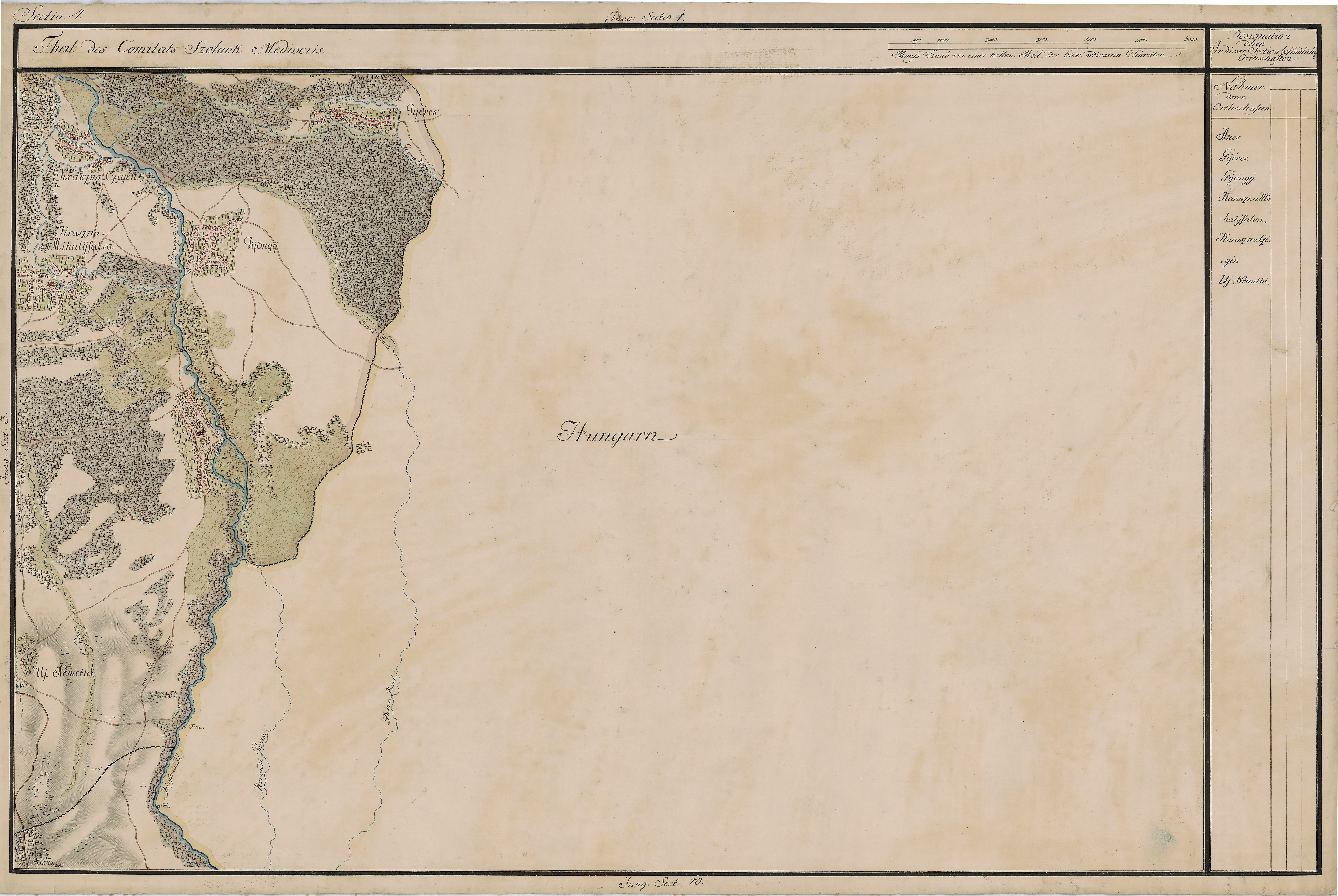
Ghirişa în Harta Iosefină a Transilvaniei

 Acest articol despre o localitate din județul Satu Mare este deocamdată un ciot. Puteți ajuta Wikipedia prin completarea lui.